# Reputation
Reputation (gestileerd als reputation) is het zesde studioalbum van de Amerikaanse zangeres en singer-songwriter Taylor Swift. Het verscheen op 10 november 2017 bij Big Machine Records. Reputation werd genomineerd voor een Grammy voor Best Pop Vocal Album.
In de eerste week werden er 1,2 miljoen exemplaren in Amerika en 2 miljoen exemplaren wereldwijd verkocht, waarmee het het bestverkochte album van 2017 in de Verenigde Staten werd. Het album bevat de hit "Look What You Made Me Do", dat de top 10 in veel landen bereikte en nummer 1 in Amerika.

## Achtergrond
Nadat ze haar aanrandingsrechtszaak tegen dj David Mueller won, verwijderde Swift de inhoud van al haar socialemediakanalen. De dagen erna plaatste ze filmpjes van een slang en digitale ruis op deze kanalen. Deze bleken later gepost te zijn ter ere van de aankondiging van haar zesde album reputation op 23 augustus 2017. De dag erna verscheen "Look What You Made Me Do", de eerste single van reputation. In aanloop naar de lancering van het album, bracht Swift drie promotiesingles uit: "...Ready for It?", Gorgeous en Call It What You Want. Reputation werd uiteindelijk op 10 november 2017 uitgebracht, maar alleen voor verkoop. Pas op 1 december verscheen het album op streamingsites.

## Singles
De eerste single van reputation was "Look What You Made Me Do" en verscheen op 24 augustus. De bijbehorende videoclip verscheen drie dagen later tijdens de MTV Video Music Awards. Met deze video brak Swift het VEVO-videorecord voor de (officiële) clip die het meest werd bekeken op YouTube in de eerste 24 uur dat de video online stond. De clip van "Look What You Made Me Do" werd namelijk 43,2 miljoen keer bekeken in de eerste 24 uur. Daarnaast verbrak Swift verschillende andere records met "Look What You Made Me Do", zoals het meest gestreamde nummer op Spotify, de best bekeken "lyric-video" op YouTube en het meest afgespeeld op de Amerikaanse radio, allemaal op de eerste dag dat het nummer uit was. In Nederland werd de single verkozen tot Alarmschijf door de Top 40.
De tweede single van reputation was "...Ready for It?" en verscheen officieel op 24 oktober. Deze single was echter al eerder uitgegeven als promotiesingle. Hoewel deze single een top-tienpositie bereikte in verschillende hitlijsten wereldwijd , haalde "...Ready for It?" de Nederlandse en Vlaamse hitlijsten niet. Voor "End Game", de derde single van het album, werkte Swift samen met Ed Sheeran en Future. In november en december werd dit nummer al uitgebracht op de Franse en Amerikaanse radio, maar pas in januari verscheen de videoclip en kwam het nummer op de Nederlandse en Vlaamse radio. Het nummer bereikte in Israel de tweede plek in de hitlijsten, maar bereikte nergens anders de top 5. In Nederland en Vlaanderen bleef "End Game" steken in de Tipparade en de Ultratips. De vierde wereldwijde single was "Delicate". In Nederland en Vlaanderen werd deze op 16 maart 2018 op de radio uitgebracht. De bijbehorende videoclip verscheen echter al op 11 maart. "Delicate" bereikte de top vijf van de hitlijsten in de VS en IJsland. In Vlaanderen kwam de single echter niet verder dan de Tipparade en in Nederland bereikte het nummer de hitlijsten helemaal niet.
Naast bovenstaande singles die wereldwijd zijn uitgebracht en een bijbehorende videoclip hebben, werden er ook nog verschillende nummers van reputation uitgegeven als singles in bepaalde gebieden. Zo werd "New Year's Day" uitgebracht als single op de Amerikaanse country radio. Verder werd "Gorgeous" naast promotiesingle uitgegeven als officiële single in het Verenigd Koninkrijk. Ten slotte werd het nummer "Getaway Car" uitgebracht also single in Australië en Nieuw-Zeeland.

## Ontvangst
Reputation werd gemengd ontvangen door critici. Volgens Metacritic, een website die albums een score van 0 tot 100 toekent op basis van alle (professionele) recensies, 28 beoordeeld en kreeg het album een gemiddelde score van 71. Critici waren echter verdeeld over het album. Sommigen waren erg te spreken over reputation. Zo schreef Rob Sheffield voor Rolling Stone dat het "...het Swift intiemste album is", maar dat ze dat wel op een typische Swift manier doet, dramatisch en over the top. Ook Nederlandse critici Gijsbert Kramer (de Volkskrant) en Amanda Kuyper (NRC Handelsblad) waren overwegend positief over het album, al merkte Kuyper wel op dat Swift af en toe hijgend "achter zichzelf aan lijkt te hollen" op het album aangezien ze alles lijkt te willen delen en alle geluiden uit de kast lijkt te willen halen.
Minder enthousiast was Jamieson Cox van Pitchfork. Volgens hem was reputation een album vol met prima, conventionele popnummers, maar zorgde dit er wel voor dat Swift de kern van haar eerdere successen - haar verhalende en originele manier van liedjes schrijven - achter zich laat. Verder schreef Joris Belgers voor Trouw dat reputation geen slecht of saai album is, maar dat Swift zich op het album niet echt onderscheidt van andere popsterren en zij en haar co-producenten de "kans om iets nieuws te doen onbenut" laten. Ten slotte was Geoff Nelson van Consequence of Sound ronduit negatief over reputation en noemde het een "opgeblazen ramp". Volgens hem verwarde Swift luid en overdreven met goed en klonk het album leeg en oppervlakkig.

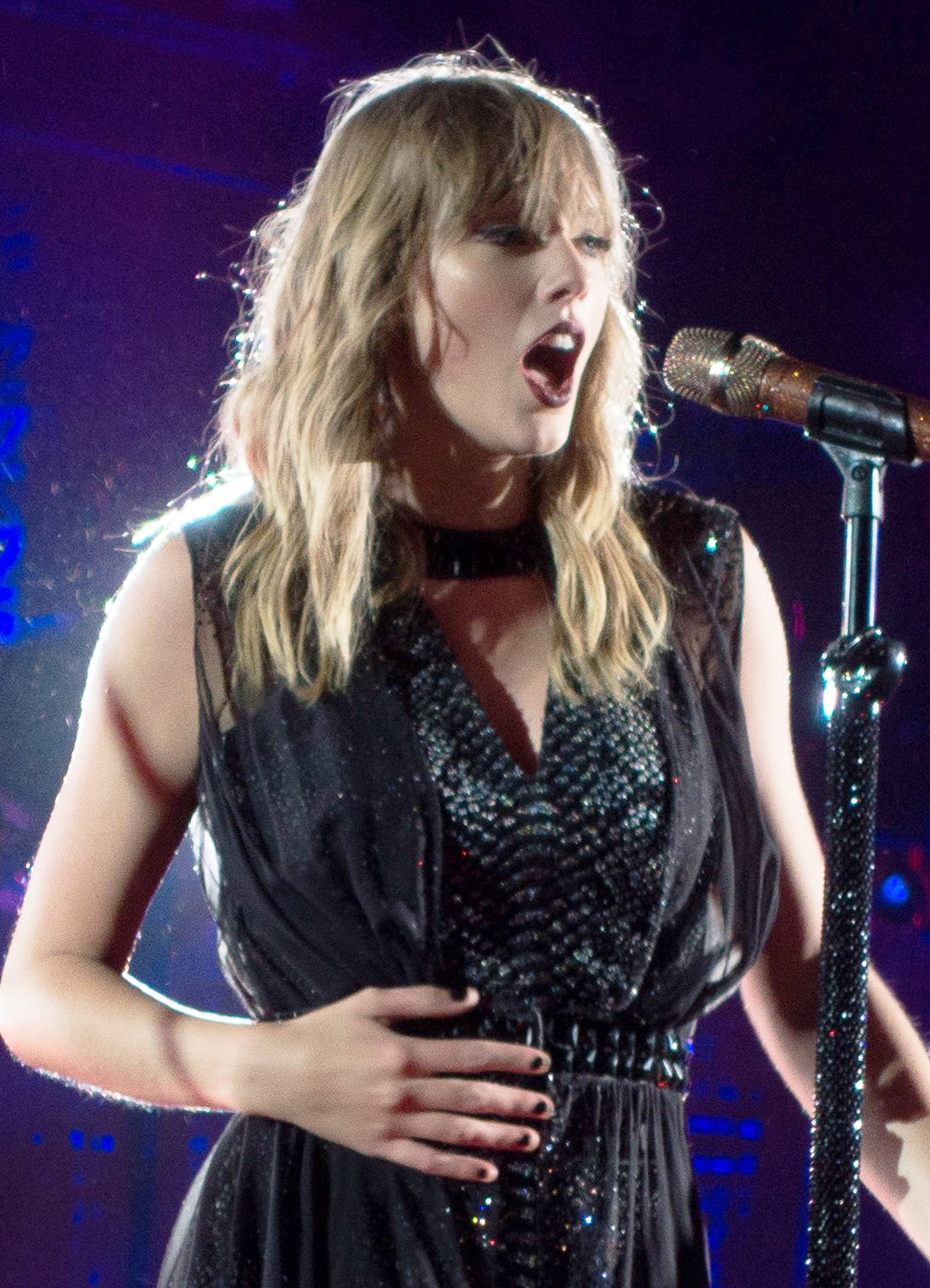
Swift tijdens een optreden van de Reputation Stadium Tour

### Verkoop
In de eerste week nadat reputation uitgebracht was, werden wereldwijd 2 miljoen exemplaren verkocht.  Aan het eind van 2017 was dit aantal opgelopen tot 4,5 miljoen verkochte exemplaren wereldwijd, waarmee reputation de tweede plek op de lijst van best verkochte albums van 2017 in nam.  In de Verenigde Staten werden in de eerste week 1,238 miljoen exemplaren van repuation verkocht. Daarmee werd het album uiteindelijk het best verkochte album van 2017 in de VS (derde, wanneer streaming wordt meegeteld). Ook in 2018 verkocht reputation goed in de Verenigde Staten. Het werd het meest verkocht en gestreamd in de VS en belandde aan de top van de Billboard Top 200. In juni 2019 waren er in de VS 2.23 miljoen exemplaren van reputation verkocht.

### Prijzen
Reputation werd genomineerd voor één Grammy, namelijk de Grammy voor Pop Vocal Album. Deze nominatie wist Swift echter niet te verzilveren. Het album won wel de American Music Award voor het beste pop/rock album. Hierdoor werd Swift de artiest met de meeste American Music Awards.

## Tour
Op 13 november 2017 kondigde Swifts management aan dat Swift in 2018 zou gaan toeren ter ondersteuning van reputation. Ook kondigden ze de eerste concerten van deze Reputation Stadium Tour aan in de Verenigde Staten. Later werden hier concerten in het Verenigd Koninkrijk, Ierland, Japan, Australië en Nieuw-Zeeland aan toegevoegd. De tour bestond uit 53 concerten die plaatsvonden van 8 mei tot 21 november 2018 en bracht in totaal $345 miljoen op. Daarnaast won Swift met de Reputation Stadium Tour verschillende prijzen waaronder de IheartRadio Award en de American Music Award voor Tour of the Year en ontving lovende kritieken voor de tour. Op 13 december 2018 kondigde Swift aan dat de concertfilm van de Reputation Stadium Tour op oudjaarsdag op Netflix zou verschijnen.

## Tracklist
| 1.                 | ...Ready for It?                      | Taylor Swift, Max Martin, Shellback, Ali Payami                      | Martin, Shellback, Payami | 3:28 |
| 2.                 | End Game (met Ed Sheeran en Future)   | Swift, Martin, Shellback, Ed Sheeran, Nayvadius Wilburn              | Martin, Shellback         | 4:04 |
| 3.                 | I Did Something Bad                   | Swift, Martin, Shellback                                             | Martin, Shellback         | 3:58 |
| 4.                 | Don't Blame Me                        | Swift, Martin, Shellback                                             | Martin, Shellback         | 3:56 |
| 5.                 | Delicate                              | Swift, Martin, Shellback                                             | Martin, Shellback         | 3:52 |
| 6.                 | Look What You Made Me Do              | Swift, Jack Antonoff, Richard Fairbrass, Fred Fairbrass, Rob Manzoli | Antonoff, Swift           | 3:31 |
| 7.                 | So It Goes...                         | Swift, Martin, Shellback, Oscar Görres                               | Martin, Shellback, Görres | 3:47 |
| 8.                 | Gorgeous                              | Swift, Martin, Shellback                                             | Martin, Shellback         | 3:29 |
| 9.                 | Getaway Car                           | Swift, Antonoff                                                      | Antonoff, Swift           | 3:53 |
| 10.                | King of My Heart                      | Swift, Martin, Shellback                                             | Martin, Shellback         | 3:34 |
| 11.                | Dancing with Our Hands Tied           | Swift, Martin, Shellback, Oscar Holter                               | Martin, Shellback, Holter | 3:31 |
| 12.                | Dress                                 | Swift, Antonoff                                                      | Antonoff, Swift           | 3:50 |
| 13.                | This Is Why We Can't Have Nice Things | Swift, Antonoff                                                      | Antonoff, Swift           | 3:27 |
| 14.                | Call It What You Want                 | Swift, Antonoff                                                      | Antonoff, Swift           | 3:23 |
| 15.                | New Year's Day                        | Swift, Antonoff                                                      | Antonoff, Swift           | 3:55 |
| Totale duur: 55:38 |                                       |                                                                      |                           |      |

## Hitnoteringen

### NederlandseAlbum Top 100
| Hitnotering: (Week 1 t/m 29) 18-11-2017 t/m 02-06-2018 Hitnotering: (Week 30 t/m 31) 12-01-2019 t/m 19-01-2019 Hitnotering: (Week 32 t/m 42) 21-05-2022 t/m 30-07-2022 Hitnotering: (Week 43 t/m 44) 10-09-2022 t/m 17-09-2022 Hitnotering: (Week 45 t/m 53) 08-10-2022 t/m 03-12-2022 Hitnotering: (Week 54 t/m 58) 07-01-2023 t/m 04-02-2023 Hitnotering: (Week 59) 18-02-2023 Hitnotering: (Week 60 t/m 66) 04-03-2023 t/m heden | Hitnotering: (Week 1 t/m 29) 18-11-2017 t/m 02-06-2018 Hitnotering: (Week 30 t/m 31) 12-01-2019 t/m 19-01-2019 Hitnotering: (Week 32 t/m 42) 21-05-2022 t/m 30-07-2022 Hitnotering: (Week 43 t/m 44) 10-09-2022 t/m 17-09-2022 Hitnotering: (Week 45 t/m 53) 08-10-2022 t/m 03-12-2022 Hitnotering: (Week 54 t/m 58) 07-01-2023 t/m 04-02-2023 Hitnotering: (Week 59) 18-02-2023 Hitnotering: (Week 60 t/m 66) 04-03-2023 t/m heden | Hitnotering: (Week 1 t/m 29) 18-11-2017 t/m 02-06-2018 Hitnotering: (Week 30 t/m 31) 12-01-2019 t/m 19-01-2019 Hitnotering: (Week 32 t/m 42) 21-05-2022 t/m 30-07-2022 Hitnotering: (Week 43 t/m 44) 10-09-2022 t/m 17-09-2022 Hitnotering: (Week 45 t/m 53) 08-10-2022 t/m 03-12-2022 Hitnotering: (Week 54 t/m 58) 07-01-2023 t/m 04-02-2023 Hitnotering: (Week 59) 18-02-2023 Hitnotering: (Week 60 t/m 66) 04-03-2023 t/m heden | Hitnotering: (Week 1 t/m 29) 18-11-2017 t/m 02-06-2018 Hitnotering: (Week 30 t/m 31) 12-01-2019 t/m 19-01-2019 Hitnotering: (Week 32 t/m 42) 21-05-2022 t/m 30-07-2022 Hitnotering: (Week 43 t/m 44) 10-09-2022 t/m 17-09-2022 Hitnotering: (Week 45 t/m 53) 08-10-2022 t/m 03-12-2022 Hitnotering: (Week 54 t/m 58) 07-01-2023 t/m 04-02-2023 Hitnotering: (Week 59) 18-02-2023 Hitnotering: (Week 60 t/m 66) 04-03-2023 t/m heden | Hitnotering: (Week 1 t/m 29) 18-11-2017 t/m 02-06-2018 Hitnotering: (Week 30 t/m 31) 12-01-2019 t/m 19-01-2019 Hitnotering: (Week 32 t/m 42) 21-05-2022 t/m 30-07-2022 Hitnotering: (Week 43 t/m 44) 10-09-2022 t/m 17-09-2022 Hitnotering: (Week 45 t/m 53) 08-10-2022 t/m 03-12-2022 Hitnotering: (Week 54 t/m 58) 07-01-2023 t/m 04-02-2023 Hitnotering: (Week 59) 18-02-2023 Hitnotering: (Week 60 t/m 66) 04-03-2023 t/m heden | Hitnotering: (Week 1 t/m 29) 18-11-2017 t/m 02-06-2018 Hitnotering: (Week 30 t/m 31) 12-01-2019 t/m 19-01-2019 Hitnotering: (Week 32 t/m 42) 21-05-2022 t/m 30-07-2022 Hitnotering: (Week 43 t/m 44) 10-09-2022 t/m 17-09-2022 Hitnotering: (Week 45 t/m 53) 08-10-2022 t/m 03-12-2022 Hitnotering: (Week 54 t/m 58) 07-01-2023 t/m 04-02-2023 Hitnotering: (Week 59) 18-02-2023 Hitnotering: (Week 60 t/m 66) 04-03-2023 t/m heden | Hitnotering: (Week 1 t/m 29) 18-11-2017 t/m 02-06-2018 Hitnotering: (Week 30 t/m 31) 12-01-2019 t/m 19-01-2019 Hitnotering: (Week 32 t/m 42) 21-05-2022 t/m 30-07-2022 Hitnotering: (Week 43 t/m 44) 10-09-2022 t/m 17-09-2022 Hitnotering: (Week 45 t/m 53) 08-10-2022 t/m 03-12-2022 Hitnotering: (Week 54 t/m 58) 07-01-2023 t/m 04-02-2023 Hitnotering: (Week 59) 18-02-2023 Hitnotering: (Week 60 t/m 66) 04-03-2023 t/m heden | Hitnotering: (Week 1 t/m 29) 18-11-2017 t/m 02-06-2018 Hitnotering: (Week 30 t/m 31) 12-01-2019 t/m 19-01-2019 Hitnotering: (Week 32 t/m 42) 21-05-2022 t/m 30-07-2022 Hitnotering: (Week 43 t/m 44) 10-09-2022 t/m 17-09-2022 Hitnotering: (Week 45 t/m 53) 08-10-2022 t/m 03-12-2022 Hitnotering: (Week 54 t/m 58) 07-01-2023 t/m 04-02-2023 Hitnotering: (Week 59) 18-02-2023 Hitnotering: (Week 60 t/m 66) 04-03-2023 t/m heden | Hitnotering: (Week 1 t/m 29) 18-11-2017 t/m 02-06-2018 Hitnotering: (Week 30 t/m 31) 12-01-2019 t/m 19-01-2019 Hitnotering: (Week 32 t/m 42) 21-05-2022 t/m 30-07-2022 Hitnotering: (Week 43 t/m 44) 10-09-2022 t/m 17-09-2022 Hitnotering: (Week 45 t/m 53) 08-10-2022 t/m 03-12-2022 Hitnotering: (Week 54 t/m 58) 07-01-2023 t/m 04-02-2023 Hitnotering: (Week 59) 18-02-2023 Hitnotering: (Week 60 t/m 66) 04-03-2023 t/m heden | Hitnotering: (Week 1 t/m 29) 18-11-2017 t/m 02-06-2018 Hitnotering: (Week 30 t/m 31) 12-01-2019 t/m 19-01-2019 Hitnotering: (Week 32 t/m 42) 21-05-2022 t/m 30-07-2022 Hitnotering: (Week 43 t/m 44) 10-09-2022 t/m 17-09-2022 Hitnotering: (Week 45 t/m 53) 08-10-2022 t/m 03-12-2022 Hitnotering: (Week 54 t/m 58) 07-01-2023 t/m 04-02-2023 Hitnotering: (Week 59) 18-02-2023 Hitnotering: (Week 60 t/m 66) 04-03-2023 t/m heden | Hitnotering: (Week 1 t/m 29) 18-11-2017 t/m 02-06-2018 Hitnotering: (Week 30 t/m 31) 12-01-2019 t/m 19-01-2019 Hitnotering: (Week 32 t/m 42) 21-05-2022 t/m 30-07-2022 Hitnotering: (Week 43 t/m 44) 10-09-2022 t/m 17-09-2022 Hitnotering: (Week 45 t/m 53) 08-10-2022 t/m 03-12-2022 Hitnotering: (Week 54 t/m 58) 07-01-2023 t/m 04-02-2023 Hitnotering: (Week 59) 18-02-2023 Hitnotering: (Week 60 t/m 66) 04-03-2023 t/m heden | Hitnotering: (Week 1 t/m 29) 18-11-2017 t/m 02-06-2018 Hitnotering: (Week 30 t/m 31) 12-01-2019 t/m 19-01-2019 Hitnotering: (Week 32 t/m 42) 21-05-2022 t/m 30-07-2022 Hitnotering: (Week 43 t/m 44) 10-09-2022 t/m 17-09-2022 Hitnotering: (Week 45 t/m 53) 08-10-2022 t/m 03-12-2022 Hitnotering: (Week 54 t/m 58) 07-01-2023 t/m 04-02-2023 Hitnotering: (Week 59) 18-02-2023 Hitnotering: (Week 60 t/m 66) 04-03-2023 t/m heden | Hitnotering: (Week 1 t/m 29) 18-11-2017 t/m 02-06-2018 Hitnotering: (Week 30 t/m 31) 12-01-2019 t/m 19-01-2019 Hitnotering: (Week 32 t/m 42) 21-05-2022 t/m 30-07-2022 Hitnotering: (Week 43 t/m 44) 10-09-2022 t/m 17-09-2022 Hitnotering: (Week 45 t/m 53) 08-10-2022 t/m 03-12-2022 Hitnotering: (Week 54 t/m 58) 07-01-2023 t/m 04-02-2023 Hitnotering: (Week 59) 18-02-2023 Hitnotering: (Week 60 t/m 66) 04-03-2023 t/m heden | Hitnotering: (Week 1 t/m 29) 18-11-2017 t/m 02-06-2018 Hitnotering: (Week 30 t/m 31) 12-01-2019 t/m 19-01-2019 Hitnotering: (Week 32 t/m 42) 21-05-2022 t/m 30-07-2022 Hitnotering: (Week 43 t/m 44) 10-09-2022 t/m 17-09-2022 Hitnotering: (Week 45 t/m 53) 08-10-2022 t/m 03-12-2022 Hitnotering: (Week 54 t/m 58) 07-01-2023 t/m 04-02-2023 Hitnotering: (Week 59) 18-02-2023 Hitnotering: (Week 60 t/m 66) 04-03-2023 t/m heden | Hitnotering: (Week 1 t/m 29) 18-11-2017 t/m 02-06-2018 Hitnotering: (Week 30 t/m 31) 12-01-2019 t/m 19-01-2019 Hitnotering: (Week 32 t/m 42) 21-05-2022 t/m 30-07-2022 Hitnotering: (Week 43 t/m 44) 10-09-2022 t/m 17-09-2022 Hitnotering: (Week 45 t/m 53) 08-10-2022 t/m 03-12-2022 Hitnotering: (Week 54 t/m 58) 07-01-2023 t/m 04-02-2023 Hitnotering: (Week 59) 18-02-2023 Hitnotering: (Week 60 t/m 66) 04-03-2023 t/m heden | Hitnotering: (Week 1 t/m 29) 18-11-2017 t/m 02-06-2018 Hitnotering: (Week 30 t/m 31) 12-01-2019 t/m 19-01-2019 Hitnotering: (Week 32 t/m 42) 21-05-2022 t/m 30-07-2022 Hitnotering: (Week 43 t/m 44) 10-09-2022 t/m 17-09-2022 Hitnotering: (Week 45 t/m 53) 08-10-2022 t/m 03-12-2022 Hitnotering: (Week 54 t/m 58) 07-01-2023 t/m 04-02-2023 Hitnotering: (Week 59) 18-02-2023 Hitnotering: (Week 60 t/m 66) 04-03-2023 t/m heden | Hitnotering: (Week 1 t/m 29) 18-11-2017 t/m 02-06-2018 Hitnotering: (Week 30 t/m 31) 12-01-2019 t/m 19-01-2019 Hitnotering: (Week 32 t/m 42) 21-05-2022 t/m 30-07-2022 Hitnotering: (Week 43 t/m 44) 10-09-2022 t/m 17-09-2022 Hitnotering: (Week 45 t/m 53) 08-10-2022 t/m 03-12-2022 Hitnotering: (Week 54 t/m 58) 07-01-2023 t/m 04-02-2023 Hitnotering: (Week 59) 18-02-2023 Hitnotering: (Week 60 t/m 66) 04-03-2023 t/m heden | Hitnotering: (Week 1 t/m 29) 18-11-2017 t/m 02-06-2018 Hitnotering: (Week 30 t/m 31) 12-01-2019 t/m 19-01-2019 Hitnotering: (Week 32 t/m 42) 21-05-2022 t/m 30-07-2022 Hitnotering: (Week 43 t/m 44) 10-09-2022 t/m 17-09-2022 Hitnotering: (Week 45 t/m 53) 08-10-2022 t/m 03-12-2022 Hitnotering: (Week 54 t/m 58) 07-01-2023 t/m 04-02-2023 Hitnotering: (Week 59) 18-02-2023 Hitnotering: (Week 60 t/m 66) 04-03-2023 t/m heden | Hitnotering: (Week 1 t/m 29) 18-11-2017 t/m 02-06-2018 Hitnotering: (Week 30 t/m 31) 12-01-2019 t/m 19-01-2019 Hitnotering: (Week 32 t/m 42) 21-05-2022 t/m 30-07-2022 Hitnotering: (Week 43 t/m 44) 10-09-2022 t/m 17-09-2022 Hitnotering: (Week 45 t/m 53) 08-10-2022 t/m 03-12-2022 Hitnotering: (Week 54 t/m 58) 07-01-2023 t/m 04-02-2023 Hitnotering: (Week 59) 18-02-2023 Hitnotering: (Week 60 t/m 66) 04-03-2023 t/m heden | Hitnotering: (Week 1 t/m 29) 18-11-2017 t/m 02-06-2018 Hitnotering: (Week 30 t/m 31) 12-01-2019 t/m 19-01-2019 Hitnotering: (Week 32 t/m 42) 21-05-2022 t/m 30-07-2022 Hitnotering: (Week 43 t/m 44) 10-09-2022 t/m 17-09-2022 Hitnotering: (Week 45 t/m 53) 08-10-2022 t/m 03-12-2022 Hitnotering: (Week 54 t/m 58) 07-01-2023 t/m 04-02-2023 Hitnotering: (Week 59) 18-02-2023 Hitnotering: (Week 60 t/m 66) 04-03-2023 t/m heden | Hitnotering: (Week 1 t/m 29) 18-11-2017 t/m 02-06-2018 Hitnotering: (Week 30 t/m 31) 12-01-2019 t/m 19-01-2019 Hitnotering: (Week 32 t/m 42) 21-05-2022 t/m 30-07-2022 Hitnotering: (Week 43 t/m 44) 10-09-2022 t/m 17-09-2022 Hitnotering: (Week 45 t/m 53) 08-10-2022 t/m 03-12-2022 Hitnotering: (Week 54 t/m 58) 07-01-2023 t/m 04-02-2023 Hitnotering: (Week 59) 18-02-2023 Hitnotering: (Week 60 t/m 66) 04-03-2023 t/m heden |
| Week: | 1 | 2 | 3 | 4 | 5 | 6 | 7 | 8 | 9 | 10 | 11 | 12 | 13 | 14 | 15 | 16 | 17 | 18 | 19 | 20 |
| --- | --- | --- | --- | --- | --- | --- | --- | --- | --- | --- | --- | --- | --- | --- | --- | --- | --- | --- | --- | --- |
| Positie: | 1 | 11 | 26 | 18 | 21 | 28 | 29 | 26 | 29 | 32 | 39 | 47 | 55 | 53 | 66 | 78 | 75 | 69 | 66 | 71 |
| Week: | 21 | 22 | 23 | 24 | 25 | 26 | 27 | 28 | 29 | | 30 | 31 | | 32 | 33 | 34 | 35 | 36 | 37 | 38 |
| Positie: | 51 | 72 | 75 | 96 | 79 | 87 | 94 | 99 | 91 | uit | 66 | 96 | uit | 62 | 65 | 56 | 52 | 50 | 51 | 40 |
| Week: | 39 | 40 | 41 | 42 | | 43 | 44 | | 45 | 46 | 47 | 48 | 49 | 50 | 51 | 52 | 53 | | 54 | 55 |
| Positie: | 46 | 67 | 70 | 67 | uit | 84 | 99 | uit | 79 | 74 | 79 | 65 | 73 | 78 | 83 | 90 | 92 | uit | 86 | 81 |
| Week: | 56 | 57 | 58 | | 59 | | 60 | 61 | 62 | 63 | 64 | 65 | 66 | | | | | | | |
| Positie: | 77 | 76 | 89 | uit | 96 | uit | 100 | 93 | 98 | 58 | 56 | 63 | 49 | | | | | | | |

### VlaamseUltratop 200 Albums
| Hitnotering: (Week 1 t/m 50) 18-11-2017 t/m 27-10-2018 Hitnotering: (Week 51) 10-11-2018 Hitnotering: (Week 52) 24-11-2018 Hitnotering: (Week 53 t/m 57): 12-01-2019 t/m 09-02-2019 Hitnotering: (Week 58 t/m 61): 31-08-2019 t/m 28-09-2019 Hitnotering: (Week 62) 08-02-2020 Hitnotering: (Week 63) 01-08-2020 Hitnotering: (Week 64) 03-10-2020 Hitnotering: (Week 65 t/m 80) 09-01-2021 t/m 24-04-2021 Hitnotering: (Week 81 t/m 84) 08-05-2021 t/m 29-05-2021 Hitnotering: (Week 85 t/m 87) 19-06-2021 t/m 03-07-2021 Hitnotering: (Week 88 t/m 109) 17-07-2021 t/m 18-12-2021 Hitnotering: (Week 110 t/m 177) 01-01-2022 t/m heden | Hitnotering: (Week 1 t/m 50) 18-11-2017 t/m 27-10-2018 Hitnotering: (Week 51) 10-11-2018 Hitnotering: (Week 52) 24-11-2018 Hitnotering: (Week 53 t/m 57): 12-01-2019 t/m 09-02-2019 Hitnotering: (Week 58 t/m 61): 31-08-2019 t/m 28-09-2019 Hitnotering: (Week 62) 08-02-2020 Hitnotering: (Week 63) 01-08-2020 Hitnotering: (Week 64) 03-10-2020 Hitnotering: (Week 65 t/m 80) 09-01-2021 t/m 24-04-2021 Hitnotering: (Week 81 t/m 84) 08-05-2021 t/m 29-05-2021 Hitnotering: (Week 85 t/m 87) 19-06-2021 t/m 03-07-2021 Hitnotering: (Week 88 t/m 109) 17-07-2021 t/m 18-12-2021 Hitnotering: (Week 110 t/m 177) 01-01-2022 t/m heden | Hitnotering: (Week 1 t/m 50) 18-11-2017 t/m 27-10-2018 Hitnotering: (Week 51) 10-11-2018 Hitnotering: (Week 52) 24-11-2018 Hitnotering: (Week 53 t/m 57): 12-01-2019 t/m 09-02-2019 Hitnotering: (Week 58 t/m 61): 31-08-2019 t/m 28-09-2019 Hitnotering: (Week 62) 08-02-2020 Hitnotering: (Week 63) 01-08-2020 Hitnotering: (Week 64) 03-10-2020 Hitnotering: (Week 65 t/m 80) 09-01-2021 t/m 24-04-2021 Hitnotering: (Week 81 t/m 84) 08-05-2021 t/m 29-05-2021 Hitnotering: (Week 85 t/m 87) 19-06-2021 t/m 03-07-2021 Hitnotering: (Week 88 t/m 109) 17-07-2021 t/m 18-12-2021 Hitnotering: (Week 110 t/m 177) 01-01-2022 t/m heden | Hitnotering: (Week 1 t/m 50) 18-11-2017 t/m 27-10-2018 Hitnotering: (Week 51) 10-11-2018 Hitnotering: (Week 52) 24-11-2018 Hitnotering: (Week 53 t/m 57): 12-01-2019 t/m 09-02-2019 Hitnotering: (Week 58 t/m 61): 31-08-2019 t/m 28-09-2019 Hitnotering: (Week 62) 08-02-2020 Hitnotering: (Week 63) 01-08-2020 Hitnotering: (Week 64) 03-10-2020 Hitnotering: (Week 65 t/m 80) 09-01-2021 t/m 24-04-2021 Hitnotering: (Week 81 t/m 84) 08-05-2021 t/m 29-05-2021 Hitnotering: (Week 85 t/m 87) 19-06-2021 t/m 03-07-2021 Hitnotering: (Week 88 t/m 109) 17-07-2021 t/m 18-12-2021 Hitnotering: (Week 110 t/m 177) 01-01-2022 t/m heden | Hitnotering: (Week 1 t/m 50) 18-11-2017 t/m 27-10-2018 Hitnotering: (Week 51) 10-11-2018 Hitnotering: (Week 52) 24-11-2018 Hitnotering: (Week 53 t/m 57): 12-01-2019 t/m 09-02-2019 Hitnotering: (Week 58 t/m 61): 31-08-2019 t/m 28-09-2019 Hitnotering: (Week 62) 08-02-2020 Hitnotering: (Week 63) 01-08-2020 Hitnotering: (Week 64) 03-10-2020 Hitnotering: (Week 65 t/m 80) 09-01-2021 t/m 24-04-2021 Hitnotering: (Week 81 t/m 84) 08-05-2021 t/m 29-05-2021 Hitnotering: (Week 85 t/m 87) 19-06-2021 t/m 03-07-2021 Hitnotering: (Week 88 t/m 109) 17-07-2021 t/m 18-12-2021 Hitnotering: (Week 110 t/m 177) 01-01-2022 t/m heden | Hitnotering: (Week 1 t/m 50) 18-11-2017 t/m 27-10-2018 Hitnotering: (Week 51) 10-11-2018 Hitnotering: (Week 52) 24-11-2018 Hitnotering: (Week 53 t/m 57): 12-01-2019 t/m 09-02-2019 Hitnotering: (Week 58 t/m 61): 31-08-2019 t/m 28-09-2019 Hitnotering: (Week 62) 08-02-2020 Hitnotering: (Week 63) 01-08-2020 Hitnotering: (Week 64) 03-10-2020 Hitnotering: (Week 65 t/m 80) 09-01-2021 t/m 24-04-2021 Hitnotering: (Week 81 t/m 84) 08-05-2021 t/m 29-05-2021 Hitnotering: (Week 85 t/m 87) 19-06-2021 t/m 03-07-2021 Hitnotering: (Week 88 t/m 109) 17-07-2021 t/m 18-12-2021 Hitnotering: (Week 110 t/m 177) 01-01-2022 t/m heden | Hitnotering: (Week 1 t/m 50) 18-11-2017 t/m 27-10-2018 Hitnotering: (Week 51) 10-11-2018 Hitnotering: (Week 52) 24-11-2018 Hitnotering: (Week 53 t/m 57): 12-01-2019 t/m 09-02-2019 Hitnotering: (Week 58 t/m 61): 31-08-2019 t/m 28-09-2019 Hitnotering: (Week 62) 08-02-2020 Hitnotering: (Week 63) 01-08-2020 Hitnotering: (Week 64) 03-10-2020 Hitnotering: (Week 65 t/m 80) 09-01-2021 t/m 24-04-2021 Hitnotering: (Week 81 t/m 84) 08-05-2021 t/m 29-05-2021 Hitnotering: (Week 85 t/m 87) 19-06-2021 t/m 03-07-2021 Hitnotering: (Week 88 t/m 109) 17-07-2021 t/m 18-12-2021 Hitnotering: (Week 110 t/m 177) 01-01-2022 t/m heden | Hitnotering: (Week 1 t/m 50) 18-11-2017 t/m 27-10-2018 Hitnotering: (Week 51) 10-11-2018 Hitnotering: (Week 52) 24-11-2018 Hitnotering: (Week 53 t/m 57): 12-01-2019 t/m 09-02-2019 Hitnotering: (Week 58 t/m 61): 31-08-2019 t/m 28-09-2019 Hitnotering: (Week 62) 08-02-2020 Hitnotering: (Week 63) 01-08-2020 Hitnotering: (Week 64) 03-10-2020 Hitnotering: (Week 65 t/m 80) 09-01-2021 t/m 24-04-2021 Hitnotering: (Week 81 t/m 84) 08-05-2021 t/m 29-05-2021 Hitnotering: (Week 85 t/m 87) 19-06-2021 t/m 03-07-2021 Hitnotering: (Week 88 t/m 109) 17-07-2021 t/m 18-12-2021 Hitnotering: (Week 110 t/m 177) 01-01-2022 t/m heden | Hitnotering: (Week 1 t/m 50) 18-11-2017 t/m 27-10-2018 Hitnotering: (Week 51) 10-11-2018 Hitnotering: (Week 52) 24-11-2018 Hitnotering: (Week 53 t/m 57): 12-01-2019 t/m 09-02-2019 Hitnotering: (Week 58 t/m 61): 31-08-2019 t/m 28-09-2019 Hitnotering: (Week 62) 08-02-2020 Hitnotering: (Week 63) 01-08-2020 Hitnotering: (Week 64) 03-10-2020 Hitnotering: (Week 65 t/m 80) 09-01-2021 t/m 24-04-2021 Hitnotering: (Week 81 t/m 84) 08-05-2021 t/m 29-05-2021 Hitnotering: (Week 85 t/m 87) 19-06-2021 t/m 03-07-2021 Hitnotering: (Week 88 t/m 109) 17-07-2021 t/m 18-12-2021 Hitnotering: (Week 110 t/m 177) 01-01-2022 t/m heden | Hitnotering: (Week 1 t/m 50) 18-11-2017 t/m 27-10-2018 Hitnotering: (Week 51) 10-11-2018 Hitnotering: (Week 52) 24-11-2018 Hitnotering: (Week 53 t/m 57): 12-01-2019 t/m 09-02-2019 Hitnotering: (Week 58 t/m 61): 31-08-2019 t/m 28-09-2019 Hitnotering: (Week 62) 08-02-2020 Hitnotering: (Week 63) 01-08-2020 Hitnotering: (Week 64) 03-10-2020 Hitnotering: (Week 65 t/m 80) 09-01-2021 t/m 24-04-2021 Hitnotering: (Week 81 t/m 84) 08-05-2021 t/m 29-05-2021 Hitnotering: (Week 85 t/m 87) 19-06-2021 t/m 03-07-2021 Hitnotering: (Week 88 t/m 109) 17-07-2021 t/m 18-12-2021 Hitnotering: (Week 110 t/m 177) 01-01-2022 t/m heden | Hitnotering: (Week 1 t/m 50) 18-11-2017 t/m 27-10-2018 Hitnotering: (Week 51) 10-11-2018 Hitnotering: (Week 52) 24-11-2018 Hitnotering: (Week 53 t/m 57): 12-01-2019 t/m 09-02-2019 Hitnotering: (Week 58 t/m 61): 31-08-2019 t/m 28-09-2019 Hitnotering: (Week 62) 08-02-2020 Hitnotering: (Week 63) 01-08-2020 Hitnotering: (Week 64) 03-10-2020 Hitnotering: (Week 65 t/m 80) 09-01-2021 t/m 24-04-2021 Hitnotering: (Week 81 t/m 84) 08-05-2021 t/m 29-05-2021 Hitnotering: (Week 85 t/m 87) 19-06-2021 t/m 03-07-2021 Hitnotering: (Week 88 t/m 109) 17-07-2021 t/m 18-12-2021 Hitnotering: (Week 110 t/m 177) 01-01-2022 t/m heden | Hitnotering: (Week 1 t/m 50) 18-11-2017 t/m 27-10-2018 Hitnotering: (Week 51) 10-11-2018 Hitnotering: (Week 52) 24-11-2018 Hitnotering: (Week 53 t/m 57): 12-01-2019 t/m 09-02-2019 Hitnotering: (Week 58 t/m 61): 31-08-2019 t/m 28-09-2019 Hitnotering: (Week 62) 08-02-2020 Hitnotering: (Week 63) 01-08-2020 Hitnotering: (Week 64) 03-10-2020 Hitnotering: (Week 65 t/m 80) 09-01-2021 t/m 24-04-2021 Hitnotering: (Week 81 t/m 84) 08-05-2021 t/m 29-05-2021 Hitnotering: (Week 85 t/m 87) 19-06-2021 t/m 03-07-2021 Hitnotering: (Week 88 t/m 109) 17-07-2021 t/m 18-12-2021 Hitnotering: (Week 110 t/m 177) 01-01-2022 t/m heden | Hitnotering: (Week 1 t/m 50) 18-11-2017 t/m 27-10-2018 Hitnotering: (Week 51) 10-11-2018 Hitnotering: (Week 52) 24-11-2018 Hitnotering: (Week 53 t/m 57): 12-01-2019 t/m 09-02-2019 Hitnotering: (Week 58 t/m 61): 31-08-2019 t/m 28-09-2019 Hitnotering: (Week 62) 08-02-2020 Hitnotering: (Week 63) 01-08-2020 Hitnotering: (Week 64) 03-10-2020 Hitnotering: (Week 65 t/m 80) 09-01-2021 t/m 24-04-2021 Hitnotering: (Week 81 t/m 84) 08-05-2021 t/m 29-05-2021 Hitnotering: (Week 85 t/m 87) 19-06-2021 t/m 03-07-2021 Hitnotering: (Week 88 t/m 109) 17-07-2021 t/m 18-12-2021 Hitnotering: (Week 110 t/m 177) 01-01-2022 t/m heden | Hitnotering: (Week 1 t/m 50) 18-11-2017 t/m 27-10-2018 Hitnotering: (Week 51) 10-11-2018 Hitnotering: (Week 52) 24-11-2018 Hitnotering: (Week 53 t/m 57): 12-01-2019 t/m 09-02-2019 Hitnotering: (Week 58 t/m 61): 31-08-2019 t/m 28-09-2019 Hitnotering: (Week 62) 08-02-2020 Hitnotering: (Week 63) 01-08-2020 Hitnotering: (Week 64) 03-10-2020 Hitnotering: (Week 65 t/m 80) 09-01-2021 t/m 24-04-2021 Hitnotering: (Week 81 t/m 84) 08-05-2021 t/m 29-05-2021 Hitnotering: (Week 85 t/m 87) 19-06-2021 t/m 03-07-2021 Hitnotering: (Week 88 t/m 109) 17-07-2021 t/m 18-12-2021 Hitnotering: (Week 110 t/m 177) 01-01-2022 t/m heden | Hitnotering: (Week 1 t/m 50) 18-11-2017 t/m 27-10-2018 Hitnotering: (Week 51) 10-11-2018 Hitnotering: (Week 52) 24-11-2018 Hitnotering: (Week 53 t/m 57): 12-01-2019 t/m 09-02-2019 Hitnotering: (Week 58 t/m 61): 31-08-2019 t/m 28-09-2019 Hitnotering: (Week 62) 08-02-2020 Hitnotering: (Week 63) 01-08-2020 Hitnotering: (Week 64) 03-10-2020 Hitnotering: (Week 65 t/m 80) 09-01-2021 t/m 24-04-2021 Hitnotering: (Week 81 t/m 84) 08-05-2021 t/m 29-05-2021 Hitnotering: (Week 85 t/m 87) 19-06-2021 t/m 03-07-2021 Hitnotering: (Week 88 t/m 109) 17-07-2021 t/m 18-12-2021 Hitnotering: (Week 110 t/m 177) 01-01-2022 t/m heden | Hitnotering: (Week 1 t/m 50) 18-11-2017 t/m 27-10-2018 Hitnotering: (Week 51) 10-11-2018 Hitnotering: (Week 52) 24-11-2018 Hitnotering: (Week 53 t/m 57): 12-01-2019 t/m 09-02-2019 Hitnotering: (Week 58 t/m 61): 31-08-2019 t/m 28-09-2019 Hitnotering: (Week 62) 08-02-2020 Hitnotering: (Week 63) 01-08-2020 Hitnotering: (Week 64) 03-10-2020 Hitnotering: (Week 65 t/m 80) 09-01-2021 t/m 24-04-2021 Hitnotering: (Week 81 t/m 84) 08-05-2021 t/m 29-05-2021 Hitnotering: (Week 85 t/m 87) 19-06-2021 t/m 03-07-2021 Hitnotering: (Week 88 t/m 109) 17-07-2021 t/m 18-12-2021 Hitnotering: (Week 110 t/m 177) 01-01-2022 t/m heden | Hitnotering: (Week 1 t/m 50) 18-11-2017 t/m 27-10-2018 Hitnotering: (Week 51) 10-11-2018 Hitnotering: (Week 52) 24-11-2018 Hitnotering: (Week 53 t/m 57): 12-01-2019 t/m 09-02-2019 Hitnotering: (Week 58 t/m 61): 31-08-2019 t/m 28-09-2019 Hitnotering: (Week 62) 08-02-2020 Hitnotering: (Week 63) 01-08-2020 Hitnotering: (Week 64) 03-10-2020 Hitnotering: (Week 65 t/m 80) 09-01-2021 t/m 24-04-2021 Hitnotering: (Week 81 t/m 84) 08-05-2021 t/m 29-05-2021 Hitnotering: (Week 85 t/m 87) 19-06-2021 t/m 03-07-2021 Hitnotering: (Week 88 t/m 109) 17-07-2021 t/m 18-12-2021 Hitnotering: (Week 110 t/m 177) 01-01-2022 t/m heden | Hitnotering: (Week 1 t/m 50) 18-11-2017 t/m 27-10-2018 Hitnotering: (Week 51) 10-11-2018 Hitnotering: (Week 52) 24-11-2018 Hitnotering: (Week 53 t/m 57): 12-01-2019 t/m 09-02-2019 Hitnotering: (Week 58 t/m 61): 31-08-2019 t/m 28-09-2019 Hitnotering: (Week 62) 08-02-2020 Hitnotering: (Week 63) 01-08-2020 Hitnotering: (Week 64) 03-10-2020 Hitnotering: (Week 65 t/m 80) 09-01-2021 t/m 24-04-2021 Hitnotering: (Week 81 t/m 84) 08-05-2021 t/m 29-05-2021 Hitnotering: (Week 85 t/m 87) 19-06-2021 t/m 03-07-2021 Hitnotering: (Week 88 t/m 109) 17-07-2021 t/m 18-12-2021 Hitnotering: (Week 110 t/m 177) 01-01-2022 t/m heden | Hitnotering: (Week 1 t/m 50) 18-11-2017 t/m 27-10-2018 Hitnotering: (Week 51) 10-11-2018 Hitnotering: (Week 52) 24-11-2018 Hitnotering: (Week 53 t/m 57): 12-01-2019 t/m 09-02-2019 Hitnotering: (Week 58 t/m 61): 31-08-2019 t/m 28-09-2019 Hitnotering: (Week 62) 08-02-2020 Hitnotering: (Week 63) 01-08-2020 Hitnotering: (Week 64) 03-10-2020 Hitnotering: (Week 65 t/m 80) 09-01-2021 t/m 24-04-2021 Hitnotering: (Week 81 t/m 84) 08-05-2021 t/m 29-05-2021 Hitnotering: (Week 85 t/m 87) 19-06-2021 t/m 03-07-2021 Hitnotering: (Week 88 t/m 109) 17-07-2021 t/m 18-12-2021 Hitnotering: (Week 110 t/m 177) 01-01-2022 t/m heden | Hitnotering: (Week 1 t/m 50) 18-11-2017 t/m 27-10-2018 Hitnotering: (Week 51) 10-11-2018 Hitnotering: (Week 52) 24-11-2018 Hitnotering: (Week 53 t/m 57): 12-01-2019 t/m 09-02-2019 Hitnotering: (Week 58 t/m 61): 31-08-2019 t/m 28-09-2019 Hitnotering: (Week 62) 08-02-2020 Hitnotering: (Week 63) 01-08-2020 Hitnotering: (Week 64) 03-10-2020 Hitnotering: (Week 65 t/m 80) 09-01-2021 t/m 24-04-2021 Hitnotering: (Week 81 t/m 84) 08-05-2021 t/m 29-05-2021 Hitnotering: (Week 85 t/m 87) 19-06-2021 t/m 03-07-2021 Hitnotering: (Week 88 t/m 109) 17-07-2021 t/m 18-12-2021 Hitnotering: (Week 110 t/m 177) 01-01-2022 t/m heden | Hitnotering: (Week 1 t/m 50) 18-11-2017 t/m 27-10-2018 Hitnotering: (Week 51) 10-11-2018 Hitnotering: (Week 52) 24-11-2018 Hitnotering: (Week 53 t/m 57): 12-01-2019 t/m 09-02-2019 Hitnotering: (Week 58 t/m 61): 31-08-2019 t/m 28-09-2019 Hitnotering: (Week 62) 08-02-2020 Hitnotering: (Week 63) 01-08-2020 Hitnotering: (Week 64) 03-10-2020 Hitnotering: (Week 65 t/m 80) 09-01-2021 t/m 24-04-2021 Hitnotering: (Week 81 t/m 84) 08-05-2021 t/m 29-05-2021 Hitnotering: (Week 85 t/m 87) 19-06-2021 t/m 03-07-2021 Hitnotering: (Week 88 t/m 109) 17-07-2021 t/m 18-12-2021 Hitnotering: (Week 110 t/m 177) 01-01-2022 t/m heden |
| Week: | 1 | 2 | 3 | 4 | 5 | 6 | 7 | 8 | 9 | 10 | 11 | 12 | 13 | 14 | 15 | 16 | 17 | 18 | 19 | 20 |
| --- | --- | --- | --- | --- | --- | --- | --- | --- | --- | --- | --- | --- | --- | --- | --- | --- | --- | --- | --- | --- |
| Positie: | 1 | 3 | 15 | 20 | 25 | 29 | 33 | 31 | 22 | 21 | 32 | 47 | 48 | 52 | 60 | 64 | 68 | 56 | 50 | 66 |
| Week: | 21 | 22 | 23 | 24 | 25 | 26 | 27 | 28 | 29 | 30 | 31 | 32 | 33 | 34 | 35 | 36 | 37 | 38 | 39 | 40 |
| Positie: | 56 | 65 | 67 | 66 | 78 | 81 | 78 | 70 | 61 | 100 | 94 | 63 | 85 | 113 | 146 | 123 | 144 | 99 | 112 | 98 |
| Week: | 41 | 42 | 43 | 44 | 45 | 46 | 47 | 48 | 49 | 50 | | 51 | | 52 | | 53 | 54 | 55 | 56 | 57 |
| Positie: | 103 | 110 | 131 | 105 | 103 | 138 | 157 | 165 | 165 | 197 | uit | 166 | uit | 187 | uit | 89 | 83 | 109 | 150 | 170 |
| Week: | | 58 | 59 | 60 | 61 | | 62 | | 63 | | 64 | | 65 | 66 | 67 | 68 | 69 | 70 | 71 | 72 |
| Positie: | uit | 140 | 198 | 175 | 197 | uit | 165 | uit | 129 | uit | 146 | uit | 194 | 139 | 121 | 175 | 88 | 140 | 76 | 146 |
| Week: | 73 | 74 | 75 | 76 | 77 | 78 | 79 | 80 | | 81 | 82 | 83 | 84 | | 85 | 86 | 87 | | 88 | 89 |
| Positie: | 148 | 194 | 173 | 133 | 159 | 182 | 156 | 99 | uit | 199 | 185 | 128 | 148 | uit | 119 | 148 | 154 | uit | 178 | 179 |
| Week: | 90 | 91 | 92 | 93 | 94 | 95 | 96 | 97 | 98 | 99 | 100 | 101 | 102 | 103 | 104 | 105 | 106 | 107 | 108 | 109 |
| Positie: | 191 | 194 | 126 | 144 | 168 | 159 | 174 | 126 | 118 | 123 | 153 | 143 | 151 | 177 | 169 | 132 | 138 | 186 | 164 | 186 |
| Week: | | 110 | 111 | 112 | 113 | 114 | 115 | 116 | 117 | 118 | 119 | 120 | 121 | 122 | 123 | 124 | 125 | 126 | 127 | 128 |
| Positie: | uit | 197 | 122 | 139 | 113 | 77 | 80 | 136 | 135 | 112 | 142 | 143 | 128 | 129 | 167 | 172 | 132 | 114 | 140 | 133 |
| Week: | 129 | 130 | 131 | 132 | 133 | 134 | 135 | 136 | 137 | 138 | 139 | 140 | 141 | 142 | 143 | 144 | 145 | 146 | 147 | 148 |
| Positie: | 129 | 84 | 79 | 89 | 106 | 85 | 82 | 70 | 119 | 106 | 82 | 93 | 96 | 127 | 114 | 101 | 115 | 65 | 76 | 102 |
| Week: | 149 | 150 | 151 | 152 | 153 | 154 | 155 | 156 | 157 | 158 | 159 | 160 | 161 | 162 | 163 | 164 | 165 | 166 | 167 | 168 |
| Positie: | 106 | 87 | 62 | 65 | 58 | 73 | 76 | 53 | 73 | 56 | 77 | 114 | 108 | 99 | 73 | 52 | 45 | 50 | 72 | 89 |
| Week: | 169 | 170 | 171 | 172 | 173 | 174 | 175 | 176 | 177 | 178 | 179 | 180 | 181 | 182 | 183 | 184 | 185 | 186 | 187 | 188 |
| Positie: | 65 | 69 | 74 | 63 | 62 | 41 | 48 | 46 | 35 | 28 | 36 | 31 | 38 | 42 | 32 | 33 | 31 | 34 | 23 | 20 |
| Week: | 189 | 190 | 191 | 192 | 193 | 194 | 195 | 196 | 197 | 198 | 199 | 200 | 201 | 202 | 203 | 204 | 205 | 206 | 207 | 208 |
| Positie: | 19 | 31 | 18 | 21 | 20 | 19 | 15 | 21 | 17 | 22 | 25 | 21 | 23 | 27 | 28 | 26 | 20 | 27 | 23 | 19 |
| Week: | 209 | 210 | 211 | | | | | | | | | | | | | | | | | |
| Positie: | 28 | 27 | 32 | | | | | | | | | | | | | | | | | |